# 美聯社格式手冊
美联社格式手册（AP Stylebook ，全称The Associated Press Stylebook and Briefing on Media Law），是美联社為自己的員工以及駐美国的记者编写的美国英语语法的格式指南。格式手册提到了关于美国英语语法、标点符号和报道原则以及大写、缩写、拼写和数字等內容。
该著作先後於1953年（公開）、1977年8月出版。此后，不同的出版商出版了各种平装版本。自1985年以来，格式手冊通常在每年5月更新一次。